# Republikken Congos håndboldlandshold (herrer)
Republikken Congos herrelandshold i håndbold er det mandlige landshold i håndbold for Republikken Congo. Det repræsenterer landet i internationale håndboldturneringer og er reguleret af Fédération Congolaise de Handball. Landsholdet har deltaget i internationale turneringer siden 1979.

## Resultater
Resultaterne nedenfor er kun konkurrencer, hvor Republikken Congo har deltaget. Turneringer, de ikke har deltaget i, er ikke angivet.

### Afrikansk mesterskab
- 1979: 4. plads
- 1981: 7. plads
- 1983: 2. plads
- 1985: 4. plads
- 1987: 4. plads
- 1989: 4. plads
- 1991: 7. plads
- 1994: 5. plads
- 1996: 6. plads
- 1998: 6. plads
- 2000: 5. plads
- 2002: 11. plads
- 2004: 9. plads
- 2006: 6. plads
- 2010: 8. plads
- 2012: 9. plads
- 2014: 7. plads
- 2016: 8. plads
- 2018: 7. plads
- 2020: 9. plads